# Rumi Utsugi
Rumi Utsugi (宇津木 瑠美 Utsugi Rumi, født 5. december 1988) er en Japansk fodboldspiller, der spiller som midtbanespiller for den amerikanske klub Seattle Reign FC og Japan. Hun har tidligere spillet for den franske klub Montpellier i Division 1 Féminine og NTV Beleza i Japan. Hun vandt verdensmesterskabet med Japan i 2011. Hun er venstrefodet. Hun har repræsenteret Japan ved VM i fodbold for kvinder i 2007, 2011 og 2015, og ved AFC Women's Asian Cup to gange. Hun blev valgt til VM 2015 All-Star truppen.

## Hæder

### Klub
NTV Beleza
- L. League

Mestre: 2005, 2006, 2007, 2008, 2010
- Empress's Cup

Mestre: 2005, 2006, 2008, 2009
- Nadeshiko League Cup

Mestre: 2007, 2010

### Landshold
- VM i fodbold for kvinder

Mestre: 2011
Toer: 2015
- AFC U-17 Women's Championship

Mestre: 2005